# Клешня (острів)
Клешня́ (рос. Клешня) — невеликий острів у морі Лаптєвих, є частиною островів Петра. Територіально належить до Красноярського краю, Росія.
Висота острова до 7 м на півдні. Розташований біля східного узбережжя півострова Таймир на північ від острова Південного. Із заходу острів омивається протокою Мод, яка відмежовує його від острова Північного.
Острів має неправильну порізану форму, витягнутий із північного заходу на південний схід. За формою нагадує клешню рака, тому й був так названий. На північному заході розташована довга піщана коса Лоцманів. Вкритий піском, оточений мілинами.
Відкритий В. В. Прончищевим у 1736 році.
| Росія | Це незавершена стаття з географії Росії. Ви можете допомогти проєкту, виправивши або дописавши її. |